# Томас Артус
Томас Артус, сэр д’Эмбри (псевдоним Джонатаса Пти де Бретиньи) фр. Thomas Artus, sieur d’Embry; середина XVII века, Париж — после 1614) — французский писатель-утопист, переводчик.
Автор одной из первых франкоязычных утопий «Новейшее путешествие на остров Гермафродитов» (1605), в которой описывает от первого лица воображаемое путешествие скрывающегося от бед француза на остров гермафродитов, населенный обоюдополыми персонажами, проводящими время в праздности и удовольствиях, жизненный уклад тамошних аборигенов.
Произведение явилось острой сатирой на обычаи двора короля Франции Генриха III, который и сам изображен в книге, как король-королева Гермафродит, женщина/мужчина. Автор также использовал понятие гермафродитизма, чтобы показать двуликость членов королевского суда.
Произведение было представлено Генриху IV, который запретил преследовать автора. Книга Томаса Артуса переиздавалась в 1724, 1726 и 1744 годах.
Известно также, что Т. Артус оставил несколько научных переводов.